# Totto Machiavelli
Totto di Bernardo Machiavelli (* 1475 in Florenz; † vor 28. Juni 1522 ebenda) war der jüngere Bruder des namhaften Florentiner Staatstheoretikers und Dichters Niccolò Machiavelli.

## Leben
Totto Machiavelli wurde 1475 als Sohn von Bernardo Machiavelli und Bartolomea Nelli geboren. Er war das jüngste Geschwisterkind nach den Schwestern Primavera (* 1465) und Margherita (* 1468) und dem Bruder Niccolò (* 1469).
1502/03 war Totto als Händler im östlichen Mittelmeerraum tätig. In den Folgejahren entschied er sich jedoch für eine geistliche Laufbahn und entsagte mit notarieller Beglaubigung vom 21. Juni 1508 seinem Erbe zugunsten des älteren Bruders. Im Januar 1510 empfing er die niederen Weihen. Als sein Bruder Niccolò nach der Aufdeckung der Boscoli-Verschwörung vom Februar 1513 verhaftet wurde, versuchte Totto Machiavelli vergeblich, Kontakte für dessen etwaige Freilassung zu nutzen.
Am 5. Juli 1515 erhielt er nach einem Verzicht von Battista Machiavelli die kleine Kirche von Sant’Andrea in Percussina und deckte somit auf der geistlichen Ebene die Herrschaft im Bereich der Hausbesitzungen ab. Im Januar 1516 erhielt er von Leo X. die Erlaubnis zum Sammeln von kirchlichen Pfründen. Am 2. März empfing  er seine volle Priesterweihe und führte somit den Titel eines dominus.
In späteren Jahren, im Frühjahr 1520, wurde Totto unter die Familiaren des Kardinals Giovanni Salviati aufgenommen. Einige Zeit später erkrankte Totto schwer. Sein konkretes Sterbedatum ist unbekannt, hat jedoch vor dem 28. Juni 1522 zu liegen, da an jenem Tag seine Kirchenpfründen neu vergeben wurden.